# Lipoptena nirvana
Lipoptena nirvana är en tvåvingeart som beskrevs av Maa 1969. Lipoptena nirvana ingår i släktet Lipoptena och familjen lusflugor. Inga underarter finns listade i Catalogue of Life.